# Neliopisthus minutus
Neliopisthus minutus là một loài tò vò trong họ Ichneumonidae.